# Conochironomus auctisilus
Conochironomus auctisilus är en tvåvingeart som först beskrevs av Freeman 1955.  Conochironomus auctisilus ingår i släktet Conochironomus och familjen fjädermyggor. Inga underarter finns listade i Catalogue of Life.